# سارینا کروس
سارینه ساقریان (به ارمنی: Սարինե Սաղերյան) با نام هنری سارینا کروس (ارمنی: Սարինա Քրոս؛ انگلیسی: Sarina Cross زادهٔ ۲۷ سپتامبر ۱۹۹۴) خواننده اهل ارمنستان-لبنان است.

## زندگی هنری
سارینا کروس در شوی تلویزیونی یونان Στην υγεια μας ρε παιδια به همراه موسیقی‌دانان یونانی اهل پنتی ماتایوس و کونستانتینوس تسائوریدیس اجرا نمود. در STIN YGEIA MAS RE PAIDIA سارینا ترانۀ سنتی ارمنی بینگیول، ترانۀ عربی فوق‌النخل و رونمایی ترانۀ یونانی An eisai ena asteri را اجرا نمود که بیش از شش میلیون تن عمدتاً در یونان، ارمنستان، لبنان آن را در وبگاه‌های مختلف مشاهده نمودند.
در تابستان ۲۰۱۷ سارینا کروس در کنسرت ماتایوس و کنستانتینوس تسائوریدیس که مهمان ویژه بود، وی ترانه‌های سنتی ارمنی بینگول، آشخاروم سیرل ام کز، دله یامان، تامام آشخار و ترانه‌های یونانی همچون Ι sevda s' ki metriete و ترانۀ عربی Qaduka al mayas.

## یادداشت
1. ↑  Foggi nakhal
2. ↑  Ashkharum Sirel em qez
3. ↑  Dle Yaman
4. ↑  Tamam Ashkhar